# Interlands Armeens voetbalelftal 2010-2019
Deze pagina toont een chronologisch en gedetailleerd overzicht van de interlands die het Armeens voetbalelftal heeft gespeeld in de periode 2010 – 2019.

## Interlands

### 2010
|                                                              |                       |       |                                                             |                                                                                      |
| 3 maart Vriendschappelijk № 127 «onderlinge duels» 15:00 uur | Armenië               | 1 – 3 | Wit-Rusland                                                 | Antalya Atatürkstadion, Antalya Toeschouwers: 100 Scheidsrechter: Audrius Žuta (LTU) |
| 3 maart Vriendschappelijk № 127 «onderlinge duels» 15:00 uur | Levon Pachadzhyan 59' |       | 58' Anton Poetsila 73' Aljaksandr Hleb 84' Vital Radzivonov | Antalya Atatürkstadion, Antalya Toeschouwers: 100 Scheidsrechter: Audrius Žuta (LTU) |

|                                                             |                                                                          |       |                      | |
| 25 mei Vriendschappelijk № 128 «onderlinge duels» 18:00 uur | Armenië                                                                  | 3 – 1 | Oezbekistan          | Republikeins Stadion Vazgen Sargsian, Jerevan Toeschouwers: 10.000 Scheidsrechter: Edgar Manucharyan (GEO) |
| 25 mei Vriendschappelijk № 128 «onderlinge duels» 18:00 uur | Henrich Mchitarjan 8' Edgar Manucharian 18' Edgar Manucharian 27' (pen.) |       | 90+2' Sultan Bargash | Republikeins Stadion Vazgen Sargsian, Jerevan Toeschouwers: 10.000 Scheidsrechter: Edgar Manucharyan (GEO) |

|                                                                  |                      |       |                                                               |                                                                                 |
| 11 augustus Vriendschappelijk № 129 «onderlinge duels» 19:00 uur | Armenië              | 1 – 3 | Iran                                                          | Hrazdan, Jerevan Toeschouwers: 10.000 Scheidsrechter: Levan Kvaratschelia (GEO) |
| 11 augustus Vriendschappelijk № 129 «onderlinge duels» 19:00 uur | Aghvan Mkrtchyan 40' |       | 68' Hadi Aghili 71' Mohammad Nosrati 90+3' (pen.) Hadi Aghili | Hrazdan, Jerevan Toeschouwers: 10.000 Scheidsrechter: Levan Kvaratschelia (GEO) |

|                                                                             |         |                 |         |                                                                                    |
| 3 september Kwalificatie EK 2012 Groep B № 130 «onderlinge duels» 18:00 uur | Armenië | 0 – 1           | Ierland | Hanrapetakanstadion, Jerevan Toeschouwers: 8.600 Scheidsrechter: Zsolt Szabó (HUN) |
| 3 september Kwalificatie EK 2012 Groep B № 130 «onderlinge duels» 18:00 uur |         | 76' Keith Fahey |         | Hanrapetakanstadion, Jerevan Toeschouwers: 8.600 Scheidsrechter: Zsolt Szabó (HUN) |

|                                                                             |                                                 |       |                                             |                                                                                  |
| 7 september Kwalificatie EK 2012 Groep B № 131 «onderlinge duels» 20:00 uur | Macedonië                                       | 2 – 2 | Armenië                                     | Philip II Arena, Skopje Toeschouwers: 9.000 Scheidsrechter: Espen Berntsen (NOR) |
| 7 september Kwalificatie EK 2012 Groep B № 131 «onderlinge duels» 20:00 uur | Mario Gjurovski 42' Ilčo Naumovski 90+6' (pen.) |       | 41' Joera Movsisjan 90+1' Edgar Manucharian | Philip II Arena, Skopje Toeschouwers: 9.000 Scheidsrechter: Espen Berntsen (NOR) |

|                                                                           |                                                                 |       |                    |                                                                                       |
| 8 oktober Kwalificatie EK 2012 Groep B № 132 «onderlinge duels» 18:00 uur | Armenië                                                         | 3 – 1 | Slowakije          | Hanrapetakanstadion, Jerevan Toeschouwers: 7.500 Scheidsrechter: Daniele Orsato (ITA) |
| 8 oktober Kwalificatie EK 2012 Groep B № 132 «onderlinge duels» 18:00 uur | Joera Movsisjan 22' Gevorg Ghazaryan 50' Henrich Mchitarjan 89' |       | 37' Vladimír Weiss | Hanrapetakanstadion, Jerevan Toeschouwers: 7.500 Scheidsrechter: Daniele Orsato (ITA) |

|                                                                            |                                                                                    |       |         | |
| 12 oktober Kwalificatie EK 2012 Groep B № 133 «onderlinge duels» 19:00 uur | Armenië                                                                            | 4 – 0 | Andorra | Republikeins Stadion Vazgen Sargsian, Jerevan Toeschouwers: 11.000 Scheidsrechter: Tomasz Mikulski (POL) |
| 12 oktober Kwalificatie EK 2012 Groep B № 133 «onderlinge duels» 19:00 uur | Gevorg Ghazaryan 4' Henrich Mchitarjan 16' Joera Movsisjan 33' Marcos Pizzelli 40' |       |         | Republikeins Stadion Vazgen Sargsian, Jerevan Toeschouwers: 11.000 Scheidsrechter: Tomasz Mikulski (POL) |

### 2011
|                                                                 |                              |       |                                           |                                                                                     |
| 9 februari Vriendschappelijk № 134 «onderlinge duels» 14:00 uur | Armenië                      | 1 – 2 | Georgië                                   | Tsirionstadion, Limassol Toeschouwers: 400 Scheidsrechter: Yiannis Anastasiou (CYP) |
| 9 februari Vriendschappelijk № 134 «onderlinge duels» 14:00 uur | Edgar Manucharian 62' (pen.) |       | 22' Aleksander Iasjvili 34' David Siradze | Tsirionstadion, Limassol Toeschouwers: 400 Scheidsrechter: Yiannis Anastasiou (CYP) |

|                                                                          |         |       |         |                                                                           |
| 26 maart Kwalificatie EK 2012 Groep B № 135 «onderlinge duels» 16:00 uur | Armenië | 0 – 0 | Rusland | Hrazdan, Jerevan Toeschouwers: 14.400 Scheidsrechter: Craig Thomson (SCO) |
| 26 maart Kwalificatie EK 2012 Groep B № 135 «onderlinge duels» 16:00 uur |         |       |         | Hrazdan, Jerevan Toeschouwers: 14.400 Scheidsrechter: Craig Thomson (SCO) |

|                                                                        |                                                                                   |       |                     |                                                                                               |
| 4 juni Kwalificatie EK 2012 Groep B № 136 «onderlinge duels» 16:00 uur | Rusland                                                                           | 3 – 1 | Armenië             | Petrovskiystadion, Sint-Petersburg Toeschouwers: 20.500 Scheidsrechter: Stéphane Lannoy (FRA) |
| 4 juni Kwalificatie EK 2012 Groep B № 136 «onderlinge duels» 16:00 uur | Roman Pavljoetsjenko 26' Roman Pavljoetsjenko 59' Roman Pavljoetsjenko 73' (pen.) |       | 25' Markos Pizzelli | Petrovskiystadion, Sint-Petersburg Toeschouwers: 20.500 Scheidsrechter: Stéphane Lannoy (FRA) |

|                                                                  |                                                                    |       |         |                                                                                                 |
| 10 augustus Vriendschappelijk № 137 «onderlinge duels» 20:00 uur | Litouwen                                                           | 3 – 0 | Armenië | S. Dariaus- en S. Girėnostadion, Kaunas Toeschouwers: 500 Scheidsrechter: Andrejs Sipailo (LAT) |
| 10 augustus Vriendschappelijk № 137 «onderlinge duels» 20:00 uur | Arūnas Klimavičius 9' Edgaras Česnauskis 75' Ričardas Beniušis 78' |       |         | S. Dariaus- en S. Girėnostadion, Kaunas Toeschouwers: 500 Scheidsrechter: Andrejs Sipailo (LAT) |

|                                                                             |         |                                                                   |         | |
| 2 september Kwalificatie EK 2012 Groep B № 138 «onderlinge duels» 20:15 uur | Andorra | 0 – 3                                                             | Armenië | Estadi Comunal d'Andorra la Vella, Andorra la Vella Toeschouwers: 750 Scheidsrechter: Aleksandar Kostadinov (BUL) |
| 2 september Kwalificatie EK 2012 Groep B № 138 «onderlinge duels» 20:15 uur |         | 35' Marcos Pizzelli 75' Gevorg Ghazaryan 90+1' Henrich Mchitarjan |         | Estadi Comunal d'Andorra la Vella, Andorra la Vella Toeschouwers: 750 Scheidsrechter: Aleksandar Kostadinov (BUL) |

|                                                                             |           |                                                                                    |         |                                                                                    |
| 6 september Kwalificatie EK 2012 Groep B № 139 «onderlinge duels» 20:15 uur | Slowakije | 0 – 4                                                                              | Armenië | Štadión pod Dubňom, Žilina Toeschouwers: 8.000 Scheidsrechter: Marcin Borski (POL) |
| 6 september Kwalificatie EK 2012 Groep B № 139 «onderlinge duels» 20:15 uur |           | 57' Joera Movsisjan 70' Henrich Mchitarjan 80' Gevorg Ghazaryan 90' Artur Sarkisov |         | Štadión pod Dubňom, Žilina Toeschouwers: 8.000 Scheidsrechter: Marcin Borski (POL) |

|                                                                           |                                                                                      |       |                 |                                                                                              |
| 7 oktober Kwalificatie EK 2012 Groep B № 140 «onderlinge duels» 17:00 uur | Armenië                                                                              | 4 – 1 | Macedonië       | Hanrapetakanstadion, Jerevan Toeschouwers: 14.403 Scheidsrechter: Robert Schörgenhofer (AUT) |
| 7 oktober Kwalificatie EK 2012 Groep B № 140 «onderlinge duels» 17:00 uur | Marcos Pizzelli 28' Gevorg Ghazaryan 69' Henrich Mchitarjan 34' Artur Sarkisov 90+1' |       | 86' Vanče Šikov | Hanrapetakanstadion, Jerevan Toeschouwers: 14.403 Scheidsrechter: Robert Schörgenhofer (AUT) |

|                                                                            |                                                |       |                        |                                                                                    |
| 11 oktober Kwalificatie EK 2012 Groep B № 141 «onderlinge duels» 19:45 uur | Ierland                                        | 2 – 1 | Armenië                | Aviva Stadium, Dublin Toeschouwers: 45.200 Scheidsrechter: Eduardo Iturralde (ESP) |
| 11 oktober Kwalificatie EK 2012 Groep B № 141 «onderlinge duels» 19:45 uur | Valeri Aleksanyan 43' (e.d.) Richard Dunne 59' |       | 62' Henrich Mchitarjan | Aviva Stadium, Dublin Toeschouwers: 45.200 Scheidsrechter: Eduardo Iturralde (ESP) |

### 2012
|                                                                  |         |                                               |        |                                                                                   |
| 28 februari Vriendschappelijk № 142 «onderlinge duels» 15:00 uur | Armenië | 0 – 2                                         | Servië | Tsirionstadion, Limassol Toeschouwers: 100 Scheidsrechter: Leontios Trattos (CYP) |
| 28 februari Vriendschappelijk № 142 «onderlinge duels» 15:00 uur |         | 15' Zdravko Kuzmanović 29' Branislav Ivanović |        | Tsirionstadion, Limassol Toeschouwers: 100 Scheidsrechter: Leontios Trattos (CYP) |

|                                                                  |                                                               |       |                  |                                                                                  |
| 29 februari Vriendschappelijk № 143 «onderlinge duels» 18:00 uur | Armenië                                                       | 3 – 1 | Canada           | Tsirionstadion, Limassol Toeschouwers: 2.000 Scheidsrechter: Marios Panayi (CYP) |
| 29 februari Vriendschappelijk № 143 «onderlinge duels» 18:00 uur | Marcos Pizelli 22' Marcos Pizelli 66' Aras Özbiliz 90' (pen.) |       | 4' Kevin McKenna | Tsirionstadion, Limassol Toeschouwers: 2.000 Scheidsrechter: Marios Panayi (CYP) |

|                                                             |         |                           |             |                                                                                   |
| 31 mei Vriendschappelijk № 144 «onderlinge duels» 20:30 uur | Armenië | 0 – 1                     | Griekenland | Kufstein Arena, Kufstein Toeschouwers: 600 Scheidsrechter: Alexander Harkam (AUT) |
| 31 mei Vriendschappelijk № 144 «onderlinge duels» 20:30 uur |         | 24' Kyriakos Papadopoulos |             | Kufstein Arena, Kufstein Toeschouwers: 600 Scheidsrechter: Alexander Harkam (AUT) |

|                                                             |                                                              |       |            |                                                                                   |
| 5 juni Vriendschappelijk № 145 «onderlinge duels» 18:00 uur | Armenië                                                      | 3 – 0 | Kazachstan | Hanrapetakanstadion, Jerevan Toeschouwers: 7.500 Scheidsrechter: Alon Yefet (ISR) |
| 5 juni Vriendschappelijk № 145 «onderlinge duels» 18:00 uur | Gevorg Ghazaryan 6' Gevorg Ghazaryan 37' Joera Movsisjan 41' |       |            | Hanrapetakanstadion, Jerevan Toeschouwers: 7.500 Scheidsrechter: Alon Yefet (ISR) |

|                                                                  |                                                                   |       |             | |
| 15 augustus Vriendschappelijk № 146 «onderlinge duels» 20:00 uur | Armenië                                                           | 3 – 0 | Wit-Rusland | Republikeins Stadion Vazgen Sargsian, Jerevan Toeschouwers: 6.500 Scheidsrechter: Davit Kharitonasjvili (GEO) |
| 15 augustus Vriendschappelijk № 146 «onderlinge duels» 20:00 uur | Renan Bressan 44' Renan Bressan 66' Dmitry Verkhovtsov 73' (e.d.) |       |             | Republikeins Stadion Vazgen Sargsian, Jerevan Toeschouwers: 6.500 Scheidsrechter: Davit Kharitonasjvili (GEO) |

|                                                                             |       |                    |         |                                                                                 |
| 7 september Kwalificatie WK 2014 Groep B № 147 «onderlinge duels» 20:00 uur | Malta | 0 – 1              | Armenië | Ta' Qalistadion, Ta' Qali Toeschouwers: 3.517 Scheidsrechter: René Eisner (AUT) |
| 7 september Kwalificatie WK 2014 Groep B № 147 «onderlinge duels» 20:00 uur |       | 70' Artur Sarkisov |         | Ta' Qalistadion, Ta' Qali Toeschouwers: 3.517 Scheidsrechter: René Eisner (AUT) |

|                                                                              |                       |       |         |                                                                                                 |
| 11 september Kwalificatie WK 2014 Groep B № 148 «onderlinge duels» 20:00 uur | Bulgarije             | 1 – 0 | Armenië | Vasil Levski Nationaal Stadion, Sofia Toeschouwers: 17.883 Scheidsrechter: Stephan Studer (SUI) |
| 11 september Kwalificatie WK 2014 Groep B № 148 «onderlinge duels» 20:00 uur | Stanislav Manolev 43' |       |         | Vasil Levski Nationaal Stadion, Sofia Toeschouwers: 17.883 Scheidsrechter: Stephan Studer (SUI) |

|                                                                            |                        |       |                                                                |                                                                                     |
| 12 oktober Kwalificatie WK 2014 Groep B № 149 «onderlinge duels» 20:00 uur | Armenië                | 1 – 3 | Italië                                                         | Hrazdanstadion, Jerevan Toeschouwers: 32.000 Scheidsrechter: Marijo Strahonja (CRO) |
| 12 oktober Kwalificatie WK 2014 Groep B № 149 «onderlinge duels» 20:00 uur | Henrich Mchitarjan 27' |       | 11' (pen.) Andrea Pirlo 64' Daniele De Rossi 81' Pablo Osvaldo | Hrazdanstadion, Jerevan Toeschouwers: 32.000 Scheidsrechter: Marijo Strahonja (CRO) |

|                                                                  |                                                                                   |       |                                                        | |
| 14 november Vriendschappelijk № 150 «onderlinge duels» 17:00 uur | Armenië                                                                           | 4 – 2 | Litouwen                                               | Republikeins Stadion Vazgen Sargsian, Jerevan Toeschouwers: 10.500 Scheidsrechter: Lasha Silagava (GEO) |
| 14 november Vriendschappelijk № 150 «onderlinge duels» 17:00 uur | Edgar Manucharian 7' Karlen Mkrtchyan 50' Henrich Mchitarjan 55' Aras Özbiliz 72' |       | 66' Artūras Rimkevičius 82' (pen.) Artūras Rimkevičius | Republikeins Stadion Vazgen Sargsian, Jerevan Toeschouwers: 10.500 Scheidsrechter: Lasha Silagava (GEO) |

### 2013
|                                                                 |                       |       |                  |                                                                                             |
| 5 februari Vriendschappelijk № 151 «onderlinge duels» 18:00 uur | Armenië               | 1 – 1 | Luxemburg        | Stade Georges Pompidou, Valence Toeschouwers: 1.500 Scheidsrechter: Nicolas Rainville (FRA) |
| 5 februari Vriendschappelijk № 151 «onderlinge duels» 18:00 uur | Edgar Manucharian 43' |       | 15' Mario Mutsch | Stade Georges Pompidou, Valence Toeschouwers: 1.500 Scheidsrechter: Nicolas Rainville (FRA) |

|                                                                          |         |                                                    |          | |
| 26 maart Kwalificatie WK 2014 Groep B № 152 «onderlinge duels» 18:00 uur | Armenië | 0 – 3                                              | Tsjechië | Republikeins Stadion Vazgen Sargsian, Jerevan Toeschouwers: 14.403 Scheidsrechter: Cristian Balaj (ROM) |
| 26 maart Kwalificatie WK 2014 Groep B № 152 «onderlinge duels» 18:00 uur |         | 47' Matěj Vydra 81' Matěj Vydra 90+4' Daniel Kolář |          | Republikeins Stadion Vazgen Sargsian, Jerevan Toeschouwers: 14.403 Scheidsrechter: Cristian Balaj (ROM) |

|                                                                        |         |                   |       |                                                                          |
| 7 juni Kwalificatie WK 2014 Groep B № 153 «onderlinge duels» 18:00 uur | Armenië | 0 – 1             | Malta | Hrazdan, Jerevan Toeschouwers: 8.500 Scheidsrechter: Arnold Hunter (NIE) |
| 7 juni Kwalificatie WK 2014 Groep B № 153 «onderlinge duels» 18:00 uur |         | 8' Michael Mifsud |       | Hrazdan, Jerevan Toeschouwers: 8.500 Scheidsrechter: Arnold Hunter (NIE) |

|                                                                         |            |                                                                                |         |                                                                                 |
| 11 juni Kwalificatie WK 2014 Groep B № 154 «onderlinge duels» 20:30 uur | Denemarken | 0 – 4                                                                          | Armenië | Parken, Kopenhagen Toeschouwers: 14.784 Scheidsrechter: Aleksej Nikolajev (RUS) |
| 11 juni Kwalificatie WK 2014 Groep B № 154 «onderlinge duels» 20:30 uur |            | 1' Joera Movsisjan 19' Aras Özbiliz 59' Joera Movsisjan 82' Henrich Mchitarjan |         | Parken, Kopenhagen Toeschouwers: 14.784 Scheidsrechter: Aleksej Nikolajev (RUS) |

|                                                                  |                                |       |         |                                                                                        |
| 14 augustus Vriendschappelijk № 155 «onderlinge duels» 19:45 uur | Albanië                        | 2 – 0 | Armenië | Qemal Stafastadion, Tirana Toeschouwers: 3.000 Scheidsrechter: Stanislav Todorov (BUL) |
| 14 augustus Vriendschappelijk № 155 «onderlinge duels» 19:45 uur | Valdet Rama 21' Ergys Kaçe 67' |       |         | Qemal Stafastadion, Tirana Toeschouwers: 3.000 Scheidsrechter: Stanislav Todorov (BUL) |

|                                                                          |         |                                                    |          | |
| 26 maart Kwalificatie WK 2014 Groep B № 156 «onderlinge duels» 18:00 uur | Armenië | 0 – 3                                              | Tsjechië | Republikeins Stadion Vazgen Sargsian, Jerevan Toeschouwers: 14.403 Scheidsrechter: Cristian Balaj (ROM) |
| 26 maart Kwalificatie WK 2014 Groep B № 156 «onderlinge duels» 18:00 uur |         | 47' Matěj Vydra 81' Matěj Vydra 90+4' Daniel Kolář |          | Republikeins Stadion Vazgen Sargsian, Jerevan Toeschouwers: 14.403 Scheidsrechter: Cristian Balaj (ROM) |

|                                                                              |         |                         |            |                                                                         |
| 10 september Kwalificatie WK 2014 Groep B № 157 «onderlinge duels» 20:00 uur | Armenië | 0 – 1                   | Denemarken | Hrazdan, Jerevan Toeschouwers: 25.000 Scheidsrechter: Bas Nijhuis (NED) |
| 10 september Kwalificatie WK 2014 Groep B № 157 «onderlinge duels» 20:00 uur |         | 73' (pen.) Daniel Agger |            | Hrazdan, Jerevan Toeschouwers: 25.000 Scheidsrechter: Bas Nijhuis (NED) |

|                                                                            |                                        |       |                  | |
| 11 oktober Kwalificatie WK 2014 Groep B № 158 «onderlinge duels» 20:00 uur | Armenië                                | 2 – 1 | Bulgarije        | Republikeins Stadion Vazgen Sargsian, Jerevan Toeschouwers: 10.500 Scheidsrechter: Felix Brych (GER) |
| 11 oktober Kwalificatie WK 2014 Groep B № 158 «onderlinge duels» 20:00 uur | Aras Özbiliz 45+1' Joera Movsisjan 87' |       | 61' Ivelin Popov | Republikeins Stadion Vazgen Sargsian, Jerevan Toeschouwers: 10.500 Scheidsrechter: Felix Brych (GER) |

|                                                                            |                                             |       |                                           |                                                                                    |
| 15 oktober Kwalificatie WK 2014 Groep B № 159 «onderlinge duels» 20:45 uur | Italië                                      | 2 – 2 | Armenië                                   | Stadio San Paolo, Napels Toeschouwers: 60.240 Scheidsrechter: Michael Oliver (ENG) |
| 15 oktober Kwalificatie WK 2014 Groep B № 159 «onderlinge duels» 20:45 uur | Alessandro Florenzi 24' Mario Balotelli 76' |       | 5' Joera Movsisjan 70' Henrich Mchitarjan | Stadio San Paolo, Napels Toeschouwers: 60.240 Scheidsrechter: Michael Oliver (ENG) |

### 2014
|                                                              |                                                  |       |         |                                                                                              |
| 5 maart Vriendschappelijk № 160 «onderlinge duels» 16:00 uur | Rusland                                          | 2 – 0 | Armenië | Koebanstadion, Krasnodar Toeschouwers: 22.000 Scheidsrechter: Alberto Undiano Mallenco (ESP) |
| 5 maart Vriendschappelijk № 160 «onderlinge duels» 16:00 uur | Aleksandr Kokorin 21' Dmitri Kombarov 43' (pen.) |       |         | Koebanstadion, Krasnodar Toeschouwers: 22.000 Scheidsrechter: Alberto Undiano Mallenco (ESP) |

|                                                             |                                                        |       |                                                                                            |                                                                                            |
| 27 mei Vriendschappelijk № 161 «onderlinge duels» 18:00 uur | Verenigde Arabische Emiraten                           | 3 – 4 | Armenië                                                                                    | Stade de la Fontenette, Carouge Toeschouwers: 1.500 Scheidsrechter: Adrien Jaccottet (SUI) |
| 27 mei Vriendschappelijk № 161 «onderlinge duels» 18:00 uur | Ismail Ahmed 40' Omar Abdulrahman 48' Mohnad Salem 83' |       | 36' Levon Hayrapetyan 42' Henrich Mchitarjan 64' Henrich Mchitarjan 68' Henrich Mchitarjan | Stade de la Fontenette, Carouge Toeschouwers: 1.500 Scheidsrechter: Adrien Jaccottet (SUI) |

|                                                             |                                                        |       |                    |                                                                                   |
| 31 mei Vriendschappelijk № 162 «onderlinge duels» 17:00 uur | Algerije                                               | 3 – 1 | Armenië            | Stade de Tourbillon, Sion Toeschouwers: 15.000 Scheidsrechter: Sascha Amhof (SUI) |
| 31 mei Vriendschappelijk № 162 «onderlinge duels» 17:00 uur | Essaïd Belkalem 14' Nabil Ghilas 22' Islam Slimani 41' |       | 46' Artur Sarkisov | Stade de Tourbillon, Sion Toeschouwers: 15.000 Scheidsrechter: Sascha Amhof (SUI) |

|                                                             | |       |                               |                                                                               |
| 6 juni Vriendschappelijk № 163 «onderlinge duels» 19:45 uur | Duitsland | 6 – 1 | Armenië                       | Coface Arena, Mainz Toeschouwers: 27.000 Scheidsrechter: Harald Lechner (AUT) |
| 6 juni Vriendschappelijk № 163 «onderlinge duels» 19:45 uur | André Schürrle 52' Lukas Podolski 72' Benedikt Höwedes 73' Miroslav Klose 76' Mario Götze 82' Mario Götze 89' |       | 69' (pen.) Henrich Mchitarjan | Coface Arena, Mainz Toeschouwers: 27.000 Scheidsrechter: Harald Lechner (AUT) |

|                                                                  |                                         |       |         |                                                                                 |
| 3 september Vriendschappelijk № 164 «onderlinge duels» 19:45 uur | Letland                                 | 2 – 0 | Armenië | Skontostadion, Riga Toeschouwers: 4.215 Scheidsrechter: Gediminas Mažeika (LTU) |
| 3 september Vriendschappelijk № 164 «onderlinge duels» 19:45 uur | Valerijs Šabala 16' Valerijs Šabala 75' |       |         | Skontostadion, Riga Toeschouwers: 4.215 Scheidsrechter: Gediminas Mažeika (LTU) |

|                                                                             |                                           |       |                        |                                                                               |
| 7 september Kwalificatie EK 2016 Groep I № 165 «onderlinge duels» 20:00 uur | Denemarken                                | 2 – 1 | Armenië                | Parken, Kopenhagen Toeschouwers: 20.144 Scheidsrechter: Alexandru Tudor (ROM) |
| 7 september Kwalificatie EK 2016 Groep I № 165 «onderlinge duels» 20:00 uur | Pierre Højbjerg 65' Thomas Kahlenberg 80' |       | 59' Henrich Mchitarjan | Parken, Kopenhagen Toeschouwers: 20.144 Scheidsrechter: Alexandru Tudor (ROM) |

|                                                                            |                       |       |                 | |
| 11 oktober Kwalificatie EK 2016 Groep I № 166 «onderlinge duels» 20:45 uur | Armenië               | 1 – 1 | Servië          | Republikeins Stadion Vazgen Sargsian, Jerevan Toeschouwers: 7.500 Scheidsrechter: Tom Harald Hagen (NOR) |
| 11 oktober Kwalificatie EK 2016 Groep I № 166 «onderlinge duels» 20:45 uur | Robert Arzumanyan 73' |       | 90' Zoran Tošić | Republikeins Stadion Vazgen Sargsian, Jerevan Toeschouwers: 7.500 Scheidsrechter: Tom Harald Hagen (NOR) |

|                                                                 |         |                                                                   |           | |
| 14 oktober Vriendschappelijk № 167 «onderlinge duels» 20:00 uur | Armenië | 0 – 3                                                             | Frankrijk | Republikeins Stadion Vazgen Sargsian, Jerevan Toeschouwers: 6.000 Scheidsrechter: István Kovács (ROM) |
| 14 oktober Vriendschappelijk № 167 «onderlinge duels» 20:00 uur |         | 7' Loïc Rémy 55' (pen.) André-Pierre Gignac 83' Antoine Griezmann |           | Republikeins Stadion Vazgen Sargsian, Jerevan Toeschouwers: 6.000 Scheidsrechter: István Kovács (ROM) |

|                                                                             |                       |       |         |                                                                                           |
| 14 november Kwalificatie EK 2016 Groep I № 168 «onderlinge duels» 20:45 uur | Portugal              | 1 – 0 | Armenië | Estádio Algarve, Loulé Toeschouwers: 21.042 Scheidsrechter: Anastasios Sidiropoulos (GRE) |
| 14 november Kwalificatie EK 2016 Groep I № 168 «onderlinge duels» 20:45 uur | Cristiano Ronaldo 72' |       |         | Estádio Algarve, Loulé Toeschouwers: 21.042 Scheidsrechter: Anastasios Sidiropoulos (GRE) |

### 2015
|                                                                          |                                      |       |                         |                                                                                   |
| 29 maart Kwalificatie EK 2016 Groep I № 169 «onderlinge duels» 18:00 uur | Albanië                              | 2 – 1 | Armenië                 | Elbasan Arena, Elbasan Toeschouwers: 12.300 Scheidsrechter: David Fernández (ESP) |
| 29 maart Kwalificatie EK 2016 Groep I № 169 «onderlinge duels» 18:00 uur | Mërgim Mavraj 77' Shkëlzen Gashi 81' |       | 4' (e.d.) Mërgim Mavraj | Elbasan Arena, Elbasan Toeschouwers: 12.300 Scheidsrechter: David Fernández (ESP) |

|                                                                         |                                      |       |                                                                          | |
| 13 juni Kwalificatie EK 2016 Groep I № 170 «onderlinge duels» 18:00 uur | Armenië                              | 2 – 3 | Portugal                                                                 | Republikeins Stadion Vazgen Sargsian, Jerevan Toeschouwers: 14.527 Scheidsrechter: Serge Gumienny (BEL) |
| 13 juni Kwalificatie EK 2016 Groep I № 170 «onderlinge duels» 18:00 uur | Marcos Pizzelli 14' Hrayr Mkoyan 72' |       | 29' (pen.) Cristiano Ronaldo 55' Cristiano Ronaldo 58' Cristiano Ronaldo | Republikeins Stadion Vazgen Sargsian, Jerevan Toeschouwers: 14.527 Scheidsrechter: Serge Gumienny (BEL) |

|                                                                             |                                              |       |         |                                                                                   |
| 4 september Kwalificatie EK 2016 Groep I № 171 «onderlinge duels» 20:45 uur | Servië                                       | 2 – 0 | Armenië | Karadordestadion, Novi Sad Toeschouwers: 0 Scheidsrechter: Miroslav Zelinka (CZE) |
| 4 september Kwalificatie EK 2016 Groep I № 171 «onderlinge duels» 20:45 uur | Levon Hayrapetyan 21' (e.d.) Adem Ljajić 53' |       |         | Karadordestadion, Novi Sad Toeschouwers: 0 Scheidsrechter: Miroslav Zelinka (CZE) |

|                                                                             |         |       |            | |
| 7 september Kwalificatie EK 2016 Groep I № 172 «onderlinge duels» 18:00 uur | Armenië | 0 – 0 | Denemarken | Republikeins Stadion Vazgen Sargsian, Jerevan Toeschouwers: 7.500 Scheidsrechter: Svein Oddvar Moen (NOR) |
| 7 september Kwalificatie EK 2016 Groep I № 172 «onderlinge duels» 18:00 uur |         |       |            | Republikeins Stadion Vazgen Sargsian, Jerevan Toeschouwers: 7.500 Scheidsrechter: Svein Oddvar Moen (NOR) |

|                                                                |                                                                            |       |         |                                                                                |
| 8 oktober Vriendschappelijk № 173 «onderlinge duels» 20:45 uur | Frankrijk                                                                  | 4 – 0 | Armenië | Allianz Riviera, Nice Toeschouwers: 32.136 Scheidsrechter: Slavko Vinčić (SLO) |
| 8 oktober Vriendschappelijk № 173 «onderlinge duels» 20:45 uur | Antoine Griezmann 35' Yohan Cabaye 55' Karim Benzema 77' Karim Benzema 79' |       |         | Allianz Riviera, Nice Toeschouwers: 32.136 Scheidsrechter: Slavko Vinčić (SLO) |

|                                                                            |         |                                                                    |         | |
| 11 oktober Kwalificatie EK 2016 Groep I № 174 «onderlinge duels» 18:00 uur | Armenië | 0 – 3                                                              | Albanië | Republikeins Stadion Vazgen Sargsian, Jerevan Toeschouwers: 4.700 Scheidsrechter: Szymon Marciniak (POL) |
| 11 oktober Kwalificatie EK 2016 Groep I № 174 «onderlinge duels» 18:00 uur |         | 9' (e.d.) Kamo Hovhannisyan 23' Ledian Memushaj 76' Armando Sadiku |         | Republikeins Stadion Vazgen Sargsian, Jerevan Toeschouwers: 4.700 Scheidsrechter: Szymon Marciniak (POL) |

### 2016
|                                                               |         |       |             |                                                                                         |
| 25 maart Vriendschappelijk № 175 «onderlinge duels» 18:00 uur | Armenië | 0 – 0 | Wit-Rusland | Republikeins Stadion Vazgen Sargsian, Jerevan Scheidsrechter: Giorgi Vadatsjkoria (GEO) |
| 25 maart Vriendschappelijk № 175 «onderlinge duels» 18:00 uur |         |       |             | Republikeins Stadion Vazgen Sargsian, Jerevan Scheidsrechter: Giorgi Vadatsjkoria (GEO) |

|                                                                  |                                                    |       |         |                                                                                      |
| 31 augustus Vriendschappelijk № 178 «onderlinge duels» 18:15 uur | Tsjechië                                           | 3 – 0 | Armenië | Adidas Aréna, Mladá Boleslav Toeschouwers: 4.351 Scheidsrechter: Vladimir Vnuk (SVK) |
| 31 augustus Vriendschappelijk № 178 «onderlinge duels» 18:15 uur | Ladislav Krejčí 4' Václav Kadlec 34' Jan Kopic 86' |       |         | Adidas Aréna, Mladá Boleslav Toeschouwers: 4.351 Scheidsrechter: Vladimir Vnuk (SVK) |

|                                                                             |                       |       |         |                                                                              |
| 4 september Kwalificatie WK 2018 Groep E № 179 «onderlinge duels» 18:00 uur | Denemarken            | 1 – 0 | Armenië | Parken, Kopenhagen Toeschouwers: 21.795 Scheidsrechter: Harald Lechner (AUT) |
| 4 september Kwalificatie WK 2018 Groep E № 179 «onderlinge duels» 18:00 uur | Christian Eriksen 17' |       |         | Parken, Kopenhagen Toeschouwers: 21.795 Scheidsrechter: Harald Lechner (AUT) |

|                                                                           |         | |          | |
| 8 oktober Kwalificatie WK 2018 Groep E № 180 «onderlinge duels» 18:00 uur | Armenië | 0 – 5                                                                                              | Roemenië | Republikeins Stadion Vazgen Sargsian, Jerevan Toeschouwers: 6.000 Scheidsrechter: Vladislav Bezborodov (RUS) |
| 8 oktober Kwalificatie WK 2018 Groep E № 180 «onderlinge duels» 18:00 uur |         | 4' (pen.) Bogdan Stancu 10' Adrian Popa 11' Răzvan Marin 29' Nicolae Stanciu 59' Alexandru Chipciu |          | Republikeins Stadion Vazgen Sargsian, Jerevan Toeschouwers: 6.000 Scheidsrechter: Vladislav Bezborodov (RUS) |

|                                                                            |                                                  |       |                     |                                                                                      |
| 11 oktober Kwalificatie WK 2018 Groep E № 181 «onderlinge duels» 20:45 uur | Polen                                            | 2 – 1 | Armenië             | Nationaal stadion, Warschau Toeschouwers: 44.786 Scheidsrechter: Ivan Kružliak (SVK) |
| 11 oktober Kwalificatie WK 2018 Groep E № 181 «onderlinge duels» 20:45 uur | Hrayr Mkoyan 48' (e.d.) Robert Lewandowski 90+5' |       | 50' Marcos Pizzelli | Nationaal stadion, Warschau Toeschouwers: 44.786 Scheidsrechter: Ivan Kružliak (SVK) |

|                                                                             |                                                                 |       |                                        | |
| 11 november Kwalificatie WK 2018 Groep E № 182 «onderlinge duels» 18:00 uur | Armenië                                                         | 3 – 2 | Montenegro                             | Republikeins Stadion Vazgen Sargsian, Jerevan Toeschouwers: 3.000 Scheidsrechter: Pavel Královec (CZE) |
| 11 november Kwalificatie WK 2018 Groep E № 182 «onderlinge duels» 18:00 uur | Artak Grigoryan 50' Varazdat Haroyan 74' Gevorg Ghazaryan 90+4' |       | 36' Damir Kojašević 38' Stevan Jovetić | Republikeins Stadion Vazgen Sargsian, Jerevan Toeschouwers: 3.000 Scheidsrechter: Pavel Královec (CZE) |

### 2017
|                                                                          |                                         |       |            | |
| 26 maart Kwalificatie WK 2018 Groep E № 183 «onderlinge duels» 20:00 uur | Armenië                                 | 2 – 0 | Kazachstan | Republikeins Stadion Vazgen Sargsian, Jerevan Toeschouwers: 12.000 Scheidsrechter: Aleksandar Stavrev (MKD) |
| 26 maart Kwalificatie WK 2018 Groep E № 183 «onderlinge duels» 20:00 uur | Henrich Mchitarjan 73' Aras Özbiliz 75' |       |            | Republikeins Stadion Vazgen Sargsian, Jerevan Toeschouwers: 12.000 Scheidsrechter: Aleksandar Stavrev (MKD) |

|                                                             | |       |                      | |
| 4 juni Vriendschappelijk № 184 «onderlinge duels» 18:00 uur | Armenië                                                                                                 | 5 – 0 | Saint Kitts en Nevis | Republikeins Stadion Vazgen Sargsian, Jerevan Toeschouwers: 4.000 Scheidsrechter: Lasha Silagava (GEO) |
| 4 juni Vriendschappelijk № 184 «onderlinge duels» 18:00 uur | Ruslan Koryan 19' Henrich Mchitarjan 30' Henrich Mchitarjan 40' Artur Sarkisov 68' Artak Yedigaryan 89' |       |                      | Republikeins Stadion Vazgen Sargsian, Jerevan Toeschouwers: 4.000 Scheidsrechter: Lasha Silagava (GEO) |

|                                                                         |                                                                           |       |                   |                                                                                    |
| 10 juni Kwalificatie WK 2018 Groep E № 185 «onderlinge duels» 20:45 uur | Montenegro                                                                | 4 – 1 | Armenië           | Pod Goricomstadion, Podgorica Toeschouwers: 7.000 Scheidsrechter: Kevin Blom (NED) |
| 10 juni Kwalificatie WK 2018 Groep E № 185 «onderlinge duels» 20:45 uur | Fatos Bećiraj 2' Stevan Jovetić 28' Stevan Jovetić 54' Stevan Jovetić 82' |       | 89' Ruslan Koryan | Pod Goricomstadion, Podgorica Toeschouwers: 7.000 Scheidsrechter: Kevin Blom (NED) |

|                                                                             |                       |       |         |                                                                                  |
| 1 september Kwalificatie WK 2018 Groep E № 186 «onderlinge duels» 20:45 uur | Roemenië              | 1 – 0 | Armenië | Arena Națională, Boekarest Toeschouwers: 27.178 Scheidsrechter: Ivan Bebek (CRO) |
| 1 september Kwalificatie WK 2018 Groep E № 186 «onderlinge duels» 20:45 uur | Alexandru Maxim 90+1' |       |         | Arena Națională, Boekarest Toeschouwers: 27.178 Scheidsrechter: Ivan Bebek (CRO) |

|                                                                             |                  |       |                                                                                  | |
| 4 september Kwalificatie WK 2018 Groep E № 187 «onderlinge duels» 20:45 uur | Armenië          | 1 – 4 | Denemarken                                                                       | Republikeins Stadion Vazgen Sargsian, Jerevan Toeschouwers: 6.800 Scheidsrechter: Bobby Madden (SCO) |
| 4 september Kwalificatie WK 2018 Groep E № 187 «onderlinge duels» 20:45 uur | Ruslan Koryan 6' |       | 16' Thomas Delaney 29' Christian Eriksen 81' Thomas Delaney 90+3' Thomas Delaney | Republikeins Stadion Vazgen Sargsian, Jerevan Toeschouwers: 6.800 Scheidsrechter: Bobby Madden (SCO) |

|                                                                           |                             |       | |                                                                                                   |
| 5 oktober Kwalificatie WK 2018 Groep E № 188 «onderlinge duels» 18:00 uur | Armenië                     | 1 – 6 | Polen | Republikeins Stadion Vazgen Sargsian, Jerevan Toeschouwers: 5.000 Scheidsrechter: Matej Jug (SLO) |
| 5 oktober Kwalificatie WK 2018 Groep E № 188 «onderlinge duels» 18:00 uur | Hovhannes Hambartsumyan 39' |       | 2' Kamil Grosicki 18' Robert Lewandowski 25' Robert Lewandowski 58' Jakub Błaszczykowski 64' Robert Lewandowski 89' Rafał Wolski | Republikeins Stadion Vazgen Sargsian, Jerevan Toeschouwers: 5.000 Scheidsrechter: Matej Jug (SLO) |

|                                                                           |                        |       |                        |                                                                                |
| 8 oktober Kwalificatie WK 2018 Groep E № 189 «onderlinge duels» 18:00 uur | Kazachstan             | 1 – 1 | Armenië                | Astana Arena, Astana Toeschouwers: 12.150 Scheidsrechter: Alexandru Tean (MDA) |
| 8 oktober Kwalificatie WK 2018 Groep E № 189 «onderlinge duels» 18:00 uur | Bayurzhan Turysbek 61' |       | 26' Henrich Mchitarjan | Astana Arena, Astana Toeschouwers: 12.150 Scheidsrechter: Alexandru Tean (MDA) |

|                                                                 |                                                                                 |       |                         | |
| 9 november Vriendschappelijk № 190 «onderlinge duels» 15:00 uur | Armenië                                                                         | 4 – 1 | Wit-Rusland             | Republikeins Stadion Vazgen Sargsian, Jerevan Toeschouwers: 1.500 Scheidsrechter: Lasha Silagava (GEO) |
| 9 november Vriendschappelijk № 190 «onderlinge duels» 15:00 uur | Araz Özbiliz 41' Henrich Mchitarjan 45' Rumyan Hovsepyan 55' Erik Vardanyan 84' |       | 58' (pen.) Anton Saroka | Republikeins Stadion Vazgen Sargsian, Jerevan Toeschouwers: 1.500 Scheidsrechter: Lasha Silagava (GEO) |

|                                                                  |                                                                       |       |                                             | |
| 13 november Vriendschappelijk № 191 «onderlinge duels» 15:00 uur | Armenië                                                               | 3 – 2 | Cyprus                                      | Republikeins Stadion Vazgen Sargsian, Jerevan Toeschouwers: 500 Scheidsrechter: Giorgi Vadatsjkoria (GEO) |
| 13 november Vriendschappelijk № 191 «onderlinge duels» 15:00 uur | Ayk Ishkhanyan 17' Varazdat Haroyan 38' Henrich Mchitarjan 63' (pen.) |       | 50' Konstantinos Laifis 89' Pieros Sotiriou | Republikeins Stadion Vazgen Sargsian, Jerevan Toeschouwers: 500 Scheidsrechter: Giorgi Vadatsjkoria (GEO) |

### 2018
|                                                               |         |       |         | |
| 24 maart Vriendschappelijk № 192 «onderlinge duels» 18:00 uur | Armenië | 0 – 0 | Estland | Republikeins Stadion Vazgen Sargsian, Jerevan Toeschouwers: 3.600 Scheidsrechter: Giorgi Vadatsjkoria (GEO) |
| 24 maart Vriendschappelijk № 192 «onderlinge duels» 18:00 uur |         |       |         | Republikeins Stadion Vazgen Sargsian, Jerevan Toeschouwers: 3.600 Scheidsrechter: Giorgi Vadatsjkoria (GEO) |

|                                                               |         |                        |          | |
| 27 maart Vriendschappelijk № 193 «onderlinge duels» 18:00 uur | Armenië | 0 – 1                  | Litouwen | Republikeins Stadion Vazgen Sargsian, Jerevan Toeschouwers: 4.300 Scheidsrechter: Irakli Kvirikashvili (GEO) |
| 27 maart Vriendschappelijk № 193 «onderlinge duels» 18:00 uur |         | 45' Ovidijus Verbickas |          | Republikeins Stadion Vazgen Sargsian, Jerevan Toeschouwers: 4.300 Scheidsrechter: Irakli Kvirikashvili (GEO) |

|                                                             |                |       |                           |                                                                                               |
| 29 mei Vriendschappelijk № 194 «onderlinge duels» 20:00 uur | Armenië        | 1 – 1 | Malta                     | Gernot Langes Stadion, Wattens Toeschouwers: onbekend Scheidsrechter: Julian Weinberger (AUT) |
| 29 mei Vriendschappelijk № 194 «onderlinge duels» 20:00 uur | Yvan Yagan 13' |       | 45+1' (pen.) Andrei Agius | Gernot Langes Stadion, Wattens Toeschouwers: onbekend Scheidsrechter: Julian Weinberger (AUT) |

|                                                             |         |       |          |                                                                                                   |
| 4 juni Vriendschappelijk № 195 «onderlinge duels» 17:00 uur | Armenië | 0 – 0 | Moldavië | Sportplatz Kematen, Kematen in Tirol Toeschouwers: 50 Scheidsrechter: Manuel Schüttengruber (AUT) |
| 4 juni Vriendschappelijk № 195 «onderlinge duels» 17:00 uur |         |       |          | Sportplatz Kematen, Kematen in Tirol Toeschouwers: 50 Scheidsrechter: Manuel Schüttengruber (AUT) |

|                                                                    |                                           |       |                      | |
| 6 september UEFA Nations League № 196 «onderlinge duels» 18:00 uur | Armenië                                   | 2 – 1 | Liechtenstein        | Republikeins Stadion Vazgen Sargsian, Jerevan Toeschouwers: 5.132 Scheidsrechter: Enea Jorgji (ALB) |
| 6 september UEFA Nations League № 196 «onderlinge duels» 18:00 uur | Marcos Pizzelli 30' Tigran Barseghyan 76' |       | 33' Sandro Wolfinger | Republikeins Stadion Vazgen Sargsian, Jerevan Toeschouwers: 5.132 Scheidsrechter: Enea Jorgji (ALB) |

|                                                                    |                                            |       |         |                                                                                       |
| 9 september UEFA Nations League № 197 «onderlinge duels» 18:00 uur | Macedonië                                  | 2 – 0 | Armenië | Telekom Arena, Skopje Toeschouwers: 4.730 Scheidsrechter: Manuel Schüttengruber (AUT) |
| 9 september UEFA Nations League № 197 «onderlinge duels» 18:00 uur | Ezgjan Alioski 13' (pen.) Goran Pandev 59' |       |         | Telekom Arena, Skopje Toeschouwers: 4.730 Scheidsrechter: Manuel Schüttengruber (AUT) |

|                                                                   |         |                             |           | |
| 13 oktober UEFA Nations League № 198 «onderlinge duels» 18:00 uur | Armenië | 0 – 1                       | Gibraltar | Republikeins Stadion Vazgen Sargsian, Jerevan Toeschouwers: 11.000 Scheidsrechter: Fedayi San (SUI) |
| 13 oktober UEFA Nations League № 198 «onderlinge duels» 18:00 uur |         | 50' (pen.) Joseph Chipolina |           | Republikeins Stadion Vazgen Sargsian, Jerevan Toeschouwers: 11.000 Scheidsrechter: Fedayi San (SUI) |

|                                                                   |                                                                                       |       |           | |
| 16 oktober UEFA Nations League № 199 «onderlinge duels» 18:00 uur | Armenië                                                                               | 4 – 0 | Macedonië | Republikeins Stadion Vazgen Sargsian, Jerevan Toeschouwers: 8.300 Scheidsrechter: Martin Strömbergsson (SWE) |
| 16 oktober UEFA Nations League № 199 «onderlinge duels» 18:00 uur | Marcos Pizzelli 12' Joera Movsisjan 67' Gevorg Ghazaryan 81' Henrich Mchitarjan 90+4' |       |           | Republikeins Stadion Vazgen Sargsian, Jerevan Toeschouwers: 8.300 Scheidsrechter: Martin Strömbergsson (SWE) |

|                                                                    |                                     |       | |                                                                                     |
| 16 november UEFA Nations League № 200 «onderlinge duels» 20:45 uur | Gibraltar                           | 2 – 6 | Armenië | Victoriastadion, Gibraltar Toeschouwers: 1.955 Scheidsrechter: Kai Erik Steen (NOR) |
| 16 november UEFA Nations League № 200 «onderlinge duels» 20:45 uur | Tjay De Barr 10' Adam Priestley 78' |       | 27' Joera Movsisjan 48' Joera Movsisjan 52' Joera Movsisjan 54' Joera Movsisjan 66' Artur Kartashyan 90+4' Aleksandr Karapetyan | Victoriastadion, Gibraltar Toeschouwers: 1.955 Scheidsrechter: Kai Erik Steen (NOR) |

|                                                                    |                                      |       |                                            |                                                                                 |
| 19 november UEFA Nations League № 201 «onderlinge duels» 20:45 uur | Liechtenstein                        | 2 – 2 | Armenië                                    | Rheinparkstadion, Vaduz Toeschouwers: 1.166 Scheidsrechter: Alain Durieux (LUX) |
| 19 november UEFA Nations League № 201 «onderlinge duels» 20:45 uur | Marcel Büchel 44' Nicolas Hasler 47' |       | 9' Sargis Adamyan 85' Aleksandr Karapetyan | Rheinparkstadion, Vaduz Toeschouwers: 1.166 Scheidsrechter: Alain Durieux (LUX) |

### 2019
|                                                                  |                                    |       |                                 |                                                                                    |
| 23 maart Kwalificatie EK 2020 № 202 «onderlinge duels» 20:45 uur | Bosnië en Herzegovina              | 2 – 1 | Armenië                         | Stadion Grbavica, Sarajevo Toeschouwers: 12.000 Scheidsrechter: Jakob Kehlet (DEN) |
| 23 maart Kwalificatie EK 2020 № 202 «onderlinge duels» 20:45 uur | Rade Krunić 33' Deni Milošević 80' |       | 90+3' (pen.) Henrich Mchitarjan | Stadion Grbavica, Sarajevo Toeschouwers: 12.000 Scheidsrechter: Jakob Kehlet (DEN) |

|                                                                  |         |                                   |         | |
| 26 maart Kwalificatie EK 2020 № 203 «onderlinge duels» 18:00 uur | Armenië | 0 – 2                             | Finland | Republikeins Stadion Vazgen Sargsian, Jerevan Toeschouwers: 12.900 Scheidsrechter: Nikola Dabanović (MNE) |
| 26 maart Kwalificatie EK 2020 № 203 «onderlinge duels» 18:00 uur |         | 14' Fredrik Jensen 78' Pyry Soiri |         | Republikeins Stadion Vazgen Sargsian, Jerevan Toeschouwers: 12.900 Scheidsrechter: Nikola Dabanović (MNE) |

|                                                                |                                                                      |       |               | |
| 8 juni Kwalificatie EK 2020 № 204 «onderlinge duels» 18:00 uur | Armenië                                                              | 3 – 0 | Liechtenstein | Republikeins Stadion Vazgen Sargsian, Jerevan Toeschouwers: 9.200 Scheidsrechter: Nikola Popov (BUL) |
| 8 juni Kwalificatie EK 2020 № 204 «onderlinge duels» 18:00 uur | Gevorg Ghazaryan 2' Aleksandr Karapetyan 18' Tigran Barseghyan 90+1' |       |               | Republikeins Stadion Vazgen Sargsian, Jerevan Toeschouwers: 9.200 Scheidsrechter: Nikola Popov (BUL) |

|                                                                 |                               |       |                                                                    |                                                                                                  |
| 11 juni Kwalificatie EK 2020 № 205 «onderlinge duels» 20:45 uur | Griekenland                   | 2 – 3 | Armenië                                                            | Olympisch Stadion Spyridon Louis, Athene Toeschouwers: 7.011 Scheidsrechter: Kristo Tohver (EST) |
| 11 juni Kwalificatie EK 2020 № 205 «onderlinge duels» 20:45 uur | Zeca 54' Kostas Fortounis 87' |       | 8' Aleksandr Karapetyan 32' Gevorg Ghazaryan 74' Tigran Barseghyan | Olympisch Stadion Spyridon Louis, Athene Toeschouwers: 7.011 Scheidsrechter: Kristo Tohver (EST) |

|                                                                     |                          |       |                                                                       | |
| 5 september Kwalificatie EK 2020 № 206 «onderlinge duels» 18:00 uur | Armenië                  | 1 – 3 | Italië                                                                | Republikeins Stadion Vazgen Sargsian, Jerevan Toeschouwers: 13.687 Scheidsrechter: Daniel Siebert (GER) |
| 5 september Kwalificatie EK 2020 № 206 «onderlinge duels» 18:00 uur | Aleksandr Karapetyan 11' |       | 28' Andrea Belotti 77' Lorenzo Pellegrini 80' (e.d.) Aram Hayrapetyan | Republikeins Stadion Vazgen Sargsian, Jerevan Toeschouwers: 13.687 Scheidsrechter: Daniel Siebert (GER) |

|                                                                     | |       |                               | |
| 8 september Kwalificatie EK 2020 № 207 «onderlinge duels» 14:00 uur | Armenië                                                                                              | 4 – 2 | Bosnië en Herzegovina         | Republikeins Stadion Vazgen Sargsian, Jerevan Toeschouwers: 12.457 Scheidsrechter: Benoît Bastien (FRA) |
| 8 september Kwalificatie EK 2020 № 207 «onderlinge duels» 14:00 uur | Henrich Mchitarjan 3' Henrich Mchitarjan 66' Hovhannes Hambartsumyan 77' Stjepan Lončar 90+5' (e.d.) |       | 13' Edin Džeko 70' Amer Gojak | Republikeins Stadion Vazgen Sargsian, Jerevan Toeschouwers: 12.457 Scheidsrechter: Benoît Bastien (FRA) |

|                                                                    |                 |       |                       |                                                                                 |
| 12 oktober Kwalificatie EK 2020 № 208 «onderlinge duels» 20:45 uur | Liechtenstein   | 1 – 1 | Armenië               | Rheinparkstadion, Vaduz Toeschouwers: 2.285 Scheidsrechter: István Kovács (ROU) |
| 12 oktober Kwalificatie EK 2020 № 208 «onderlinge duels» 20:45 uur | Yanik Frick 77' |       | 19' Tigran Barseghyan | Rheinparkstadion, Vaduz Toeschouwers: 2.285 Scheidsrechter: István Kovács (ROU) |

|                                                                    |                                                    |       |         |                                                                                   |
| 15 oktober Kwalificatie EK 2020 № 209 «onderlinge duels» 18:00 uur | Finland                                            | 3 – 0 | Armenië | Veritasstadion, Turku Toeschouwers: 7.231 Scheidsrechter: Jesús Gil Manzano (ESP) |
| 15 oktober Kwalificatie EK 2020 № 209 «onderlinge duels» 18:00 uur | Fredrik Jensen 31' Teemu Pukki 61' Teemu Pukki 88' |       |         | Veritasstadion, Turku Toeschouwers: 7.231 Scheidsrechter: Jesús Gil Manzano (ESP) |

|                                                                     |         |                      |             | |
| 15 november Kwalificatie EK 2020 № 210 «onderlinge duels» 18:00 uur | Armenië | 0 – 1                | Griekenland | Republikeins Stadion Vazgen Sargsian, Jerevan Toeschouwers: 6.450 Scheidsrechter: Paweł Raczkowski (POL) |
| 15 november Kwalificatie EK 2020 № 210 «onderlinge duels» 18:00 uur |         | 35' Dimitris Limnios |             | Republikeins Stadion Vazgen Sargsian, Jerevan Toeschouwers: 6.450 Scheidsrechter: Paweł Raczkowski (POL) |

|                                                                     | |       |                   |                                                                                        |
| 18 november Kwalificatie EK 2020 № 211 «onderlinge duels» 20.45 uur | Italië | 9 – 1 | Armenië           | Stadio Renzo Barbera, Palermo Toeschouwers: 27.800 Scheidsrechter: Tiago Martins (POR) |
| 18 november Kwalificatie EK 2020 № 211 «onderlinge duels» 20.45 uur | Ciro Immobile 8' Nicolò Zaniolo 9' Nicolò Barella 29' Ciro Immobile 33' Nicolò Zaniolo 64' Alessio Romagnoli 72' Jorginho 75' (pen.) Riccardo Orsolini 77' Federico Chiesa 81' |       | 79' Edgar Babayan | Stadio Renzo Barbera, Palermo Toeschouwers: 27.800 Scheidsrechter: Tiago Martins (POR) |

FFA · A-internationals · Bondscoaches · Statistieken · Armeens vrouwenelftal · Armenië U21 · Armenië U20 · Armenië U19 · Armenië U18 · Armenië U17 · Armenië U16
1992 – 1999 ·
2000 – 2009 ·
2010 – 2019 ·
2020 – 2029
1992 ·
1993 · 
1994 ·
1995 ·
1996 ·
1997 ·
1998 ·
1999 ·
2000 ·
2001 ·
2002 ·
2003 ·
2004 ·
2005 ·
2006 ·
2007 ·
2008 ·
2009 ·
2010 ·
2011 ·
2012 ·
2013 ·
2014 ·
2015 ·
2016 ·
2017 ·
2018 ·
2019 ·
2020 ·
2021 ·
2022 ·
2023 ·
2024
Albanië ·
Algerije ·
Andorra ·
België ·
Bosnië en Herzegovina ·
Bulgarije ·
Canada ·
Chili ·
Cyprus ·
Denemarken ·
Duitsland ·
Ecuador ·
El Salvador ·
Estland ·
Faeröer ·
Finland ·
Frankrijk ·
Georgië ·
Gibraltar ·
Griekenland ·
Guatemala ·
Hongarije ·
Ierland ·
IJsland ·
Iran ·
Israël ·
Italië ·
Jordanië ·
Kazachstan ·
Koeweit ·
Kosovo ·
Kroatië ·
Letland ·
Libanon ·
Liechtenstein ·
Litouwen ·
Luxemburg ·
Malta ·
Marokko ·
Moldavië ·
Montenegro ·
Nederland ·
Noord-Ierland ·
Noord-Macedonië ·
Noorwegen ·
Oekraïne ·
Oezbekistan ·
Panama ·
Paraguay ·
Peru ·
Polen ·
Portugal ·
Roemenië ·
Rusland ·
Saint Kitts en Nevis ·
Schotland ·
Servië ·
Slovenië ·
Slowakije ·
Spanje ·
Tsjechië ·
Turkije ·
Turkmenistan ·
Verenigde Arabische Emiraten ·
Verenigde Staten ·
Wales ·
Wit-Rusland ·
Zweden
AFC-zone: Afghanistan · Australië · Bahrein · Bangladesh · Bhutan · Brunei · Cambodja · China · Chinees Taipei · Filipijnen · Guam · Hongkong · India · Indonesië · Iran · Irak · Japan · Jemen · Jordanië · Koeweit · Kirgizië · Laos · Libanon · Macau · Maleisië · Maldiven · Mongolië · Myanmar · Nepal · Noord-Korea · Oezbekistan · Oman · Oost-Timor · Pakistan · Palestina · Qatar · Saoedi-Arabië · Singapore · Sri Lanka · Syrië · Tadjikistan · Thailand · Turkmenistan · Verenigde Arabische Emiraten · Vietnam · Zuid-Korea

CAF-zone: Algerije · Angola · Benin · Botswana · Burkina Faso · Burundi · Centraal-Afrikaanse Republiek · Comoren · Congo-Brazzaville · Congo-Kinshasa · Djibouti · Egypte · Equatoriaal-Guinea · Eritrea · Ethiopië · Gabon · Gambia · Ghana · Guinee · Guinee-Bissau · Ivoorkust · Kaapverdië · Kameroen · Kenia · Lesotho · Liberia · Libië · Madagaskar · Malawi · Mali · Mauritanië · Mauritius · Marokko · Mozambique · Namibië · Niger · Nigeria · Oeganda · Rwanda · Sao Tomé en Principe · Senegal · Seychellen · Sierra Leone · Soedan · Somalië · Swaziland · Tanzania · Togo · Tsjaad · Tunesië · Zambia · Zimbabwe · Zuid-Afrika · Zuid-Soedan 

CONCACAF-zone: Amerikaanse Maagdeneilanden · Anguilla · Antigua en Barbuda · Aruba · Bahama's · Barbados · Belize · Bermuda · Britse Maagdeneilanden · Canada · Kaaimaneilanden · Costa Rica · Cuba · Curaçao · Dominica · Dominicaanse Republiek · El Salvador · Frans Guyana · Grenada · Guadeloupe · Guatemala · Guyana · Haïti · Honduras · Jamaica · Martinique · Mexico · Montserrat · 
Nicaragua · Panama · Puerto Rico · Saint Kitts en Nevis · Saint Lucia · Saint Vincent en de Grenadines · Sint Maarten · Suriname · Trinidad en Tobago · Turks- en Caicoseilanden · Verenigde Staten

CONMEBOL-zone: Argentinië · Bolivia · Brazilië · Chili · Colombia · Ecuador · Paraguay · Peru · Uruguay · Venezuela

OFC-zone: Amerikaans-Samoa · Cookeilanden · Fiji · Nieuw-Caledonië · Nieuw-Zeeland · Papoea-Nieuw-Guinea · Samoa · Salomoneilanden · Tahiti · Tonga · Vanuatu

UEFA-zone: Albanië · Andorra · Armenië · Azerbeidzjan · België · Bosnië en Herzegovina · Bulgarije · Cyprus · Denemarken · Duitsland · Engeland · Estland · Faeröer · Finland · Frankrijk · Georgië · Gibraltar · Griekenland · Hongarije · IJsland · Ierland · Israël · Italië · Kazachstan · Kosovo · Kroatië · Letland · Liechtenstein · Litouwen · Luxemburg · Macedonië · Malta · Moldavië · Montenegro · Nederland · Noord-Ierland · Noorwegen · Oekraïne · Oostenrijk · Polen · Portugal · Roemenië · Rusland · San Marino · Schotland · Servië · Slovenië · Slowakije · Spanje · Tsjechië · Turkije · Wales · Wit-Rusland · Zweden · Zwitserland